# Liste der Deutschen Meister im Arena Polo
Die Liste der Deutschen Meister im Arena Polo enthält die Sieger und Finalisten der Internationalen Deutschen Meisterschaften im Arena Polo. Abweichend zum traditionellen Polo wird dabei mit kleineren Mannschaften gespielt: In den Jahren 2015 und 2016 bestand ein Team aus drei, 2019 aus zwei, seit 2022 wieder aus drei Spielern. Auch das Spielfeld ist erheblich kleiner: Statt 300 × 200 Yards (ca. 274 × 183 m) misst es idealer Weise 300 × 150 Fuß (ca. 90 × 45 m), kann aber auch noch kleiner sein. 2022 in Braunschweig wurde in einer Polo-Arena mit den Maßen 100 × 60 m gespielt.
Sofern ein Clubname angegeben ist, müssen nicht alle im Team dort Mitglied sein: Es ist üblich, sich durch Gastspieler zu verstärken. Spitznamen der Spieler (hier in Klammern und Anführungszeichen) stehen nicht selten in Programmen und Ergebnislisten anstelle der eigentlichen Vornamen.

## 2015–2019
| 2015 | Rieden-Kreuth | Düsseldorfer Reit- und Polo Club                                   | Düsseldorfer Reit- und Polo Club                                   | 0                                                                  | Polo Club Franken                                                  | Polo Club Franken                                                  | Polo Club Mühlen                                                                                   | Polo Club Mühlen                                                                                   | 0                                                                                                  | Polo Club Landsberg-Ammersee                                                                       | Polo Club Landsberg-Ammersee                                                                       |
| 2015 | Rieden-Kreuth | Wolfram Trudo Knoefel                                              | 0                                                                  | 0                                                                  | Christina Schmöe                                                   | 0                                                                  | Estelle Wagner                                                                                     | +1                                                                                                 | 0                                                                                                  | Johann Peter („Joe“) Reinhardt                                                                     | +1                                                                                                 |
| 2015 | Rieden-Kreuth | Philipp Sommer                                                     | +2                                                                 | 0                                                                  | Michael („Micky“) Keuper                                           | +3                                                                 | Oliver Sommer                                                                                      | +2                                                                                                 | 0                                                                                                  | Carlos Velazquez                                                                                   | +3                                                                                                 |
| 2015 | Rieden-Kreuth | Patrick Maleitzke                                                  | +4                                                                 | 0                                                                  | Alexander Schwarz                                                  | +3                                                                 | Comanche Funk Gallardo                                                                             | +4                                                                                                 | 0                                                                                                  | Christoph van Eupen                                                                                | +2                                                                                                 |
| 2016 | Rulle         | Düsseldorfer Reit- und Polo Club                                   | Düsseldorfer Reit- und Polo Club                                   | round robin 6p, 42:26 4p, 33:34                                    | Norddeutscher Polo Club                                            | Norddeutscher Polo Club                                            | Polo Club Mühlen I                                                                                 | Polo Club Mühlen I                                                                                 | round robin 2p, 29:33 0p, 24:35                                                                    | Polo Club Mühlen II                                                                                | Polo Club Mühlen II                                                                                |
| 2016 | Rulle         | Heinz-Otto Blank                                                   | 0                                                                  | round robin 6p, 42:26 4p, 33:34                                    | Marc Aberle                                                        | 0                                                                  | Vanessa Schockemöhle                                                                               | +1                                                                                                 | round robin 2p, 29:33 0p, 24:35                                                                    | Estelle Wagner                                                                                     | +1                                                                                                 |
| 2016 | Rulle         | Philipp Sommer                                                     | +2                                                                 | round robin 6p, 42:26 4p, 33:34                                    | Maximilian van Eupen                                               | +1                                                                 | Detlev Kuhlmann                                                                                    | 0                                                                                                  | round robin 2p, 29:33 0p, 24:35                                                                    | Yves Wagner                                                                                        | +1                                                                                                 |
| 2016 | Rulle         | Patrick Maleitzke                                                  | +4                                                                 | round robin 6p, 42:26 4p, 33:34                                    | Thomas Winter                                                      | +5                                                                 | Joaquin Copello                                                                                    | +4                                                                                                 | round robin 2p, 29:33 0p, 24:35                                                                    | Lukas Sdrenka                                                                                      | +3                                                                                                 |
| 2017 | —             | Abgesagt wegen der Pferdekrankheit Equine Infektiöse Anämie (EIA). | Abgesagt wegen der Pferdekrankheit Equine Infektiöse Anämie (EIA). | Abgesagt wegen der Pferdekrankheit Equine Infektiöse Anämie (EIA). | Abgesagt wegen der Pferdekrankheit Equine Infektiöse Anämie (EIA). | Abgesagt wegen der Pferdekrankheit Equine Infektiöse Anämie (EIA). | Zahlreiche Poloställe in Deutschland und dem benachbarten Ausland waren unter Quarantäne gestellt. | Zahlreiche Poloställe in Deutschland und dem benachbarten Ausland waren unter Quarantäne gestellt. | Zahlreiche Poloställe in Deutschland und dem benachbarten Ausland waren unter Quarantäne gestellt. | Zahlreiche Poloställe in Deutschland und dem benachbarten Ausland waren unter Quarantäne gestellt. | Zahlreiche Poloställe in Deutschland und dem benachbarten Ausland waren unter Quarantäne gestellt. |
| 2018 | —             | Von Oktober 2018 auf Januar 2019 verschoben.                       | Von Oktober 2018 auf Januar 2019 verschoben.                       | Von Oktober 2018 auf Januar 2019 verschoben.                       | Von Oktober 2018 auf Januar 2019 verschoben.                       | Von Oktober 2018 auf Januar 2019 verschoben.                       | 0                                                                                                  | 0                                                                                                  | 0                                                                                                  | 0                                                                                                  | 0                                                                                                  |
| 2019 | Berlin        | Polo Club Mühlen (Team Ostseebad Sellin)                           | Polo Club Mühlen (Team Ostseebad Sellin)                           | 29 : 16                                                            | Rhein Polo Club Düsseldorf (Team PoloPark Berlin)                  | Rhein Polo Club Düsseldorf (Team PoloPark Berlin)                  | Frankfurter Polo Club (Team Grüne Woche)                                                           | Frankfurter Polo Club (Team Grüne Woche)                                                           | 0                                                                                                  | Polo Club Timmendorfer Strand (Team Wizard Textilmanufaktur)                                       | Polo Club Timmendorfer Strand (Team Wizard Textilmanufaktur)                                       |
| 2019 | Berlin        | Estelle Wagner                                                     | +1                                                                 | 29 : 16                                                            | Thomas Enge                                                        | 0                                                                  | Uwe Scherer                                                                                        | 0                                                                                                  | 0                                                                                                  | Mona Scharf                                                                                        | 0                                                                                                  |
| 2019 | Berlin        | Patrick Maleitzke                                                  | +4                                                                 | 29 : 16                                                            | Juan Correa                                                        | +3                                                                 | Comanche Gallardo                                                                                  | +3                                                                                                 | 0                                                                                                  | Johan Funk Gallardo                                                                                | 0                                                                                                  |

## Ab 2020
| 2020 | (Berlin)     | Abgesagt wegen der COVID-19-Pandemie.                                                          | Abgesagt wegen der COVID-19-Pandemie.                                                          | Abgesagt wegen der COVID-19-Pandemie.                                                          | Abgesagt wegen der COVID-19-Pandemie.                                                          | Abgesagt wegen der COVID-19-Pandemie.                                                          | 0                                                     | 0                                                     | 0                        | 0                                                               | 0                                                               |
| 2021 | (Berlin)     | Der ursprüngliche Termin im Mai wurde wegen der COVID-19-Pandemie auf Ende Oktober verschoben, | Der ursprüngliche Termin im Mai wurde wegen der COVID-19-Pandemie auf Ende Oktober verschoben, | Der ursprüngliche Termin im Mai wurde wegen der COVID-19-Pandemie auf Ende Oktober verschoben, | Der ursprüngliche Termin im Mai wurde wegen der COVID-19-Pandemie auf Ende Oktober verschoben, | Der ursprüngliche Termin im Mai wurde wegen der COVID-19-Pandemie auf Ende Oktober verschoben, | dann endgültig abgesagt.                              | dann endgültig abgesagt.                              | dann endgültig abgesagt. | dann endgültig abgesagt.                                        | dann endgültig abgesagt.                                        |
| 2022 | Braunschweig | Polo Club Mühlen I (Team BRW Finanz AG)                                                        | Polo Club Mühlen I (Team BRW Finanz AG)                                                        | 0                                                                                              | Polo Club PoloPark Berlin Seeburg (Team Pysio x Clinics)                                       | Polo Club PoloPark Berlin Seeburg (Team Pysio x Clinics)                                       | Frankfurter Polo Club (Team Compleneo / Sonnenhotels) | Frankfurter Polo Club (Team Compleneo / Sonnenhotels) | 0                        | Polo Club Mühlen II (Team CEC e.V.)                             | Polo Club Mühlen II (Team CEC e.V.)                             |
| 2022 | Braunschweig | Daniel Deistler                                                                                | 0                                                                                              | 0                                                                                              | Heidi Silvey                                                                                   | 0                                                                                              | Uwe Scherer                                           | +1                                                    | 0                        | René Kleinlugtenbelt                                            | +1                                                              |
| 2022 | Braunschweig | Patrick Maleitzke                                                                              | +5                                                                                             | 0                                                                                              | Marcelo („Tuky“) Caivano                                                                       | +4                                                                                             | Lukas Sdrenka                                         | +3                                                    | 0                        | Carlos Alberto („Berty“) Zalazar                                | +3                                                              |
| 2022 | Braunschweig | Giordano Magini                                                                                | +3                                                                                             | 0                                                                                              | Hardy Reuter                                                                                   | +1                                                                                             | Moritz Mahns                                          | +2                                                    | 0                        | Enno Grams                                                      | +2                                                              |
| 2023 | Braunschweig | Polo Club Mühlen I (Team BRW Finanz AG)                                                        | Polo Club Mühlen I (Team BRW Finanz AG)                                                        | 15 : 11                                                                                        | Polo Club Mühlen II (Team Clavey)                                                              | Polo Club Mühlen II (Team Clavey)                                                              | Polo Club Mühlen III (Team Porsche / DHS / Compleneo) | Polo Club Mühlen III (Team Porsche / DHS / Compleneo) | 14 : 9                   | Polo Club Schleswig-Holstein (Team Polo Sylt)                   | Polo Club Schleswig-Holstein (Team Polo Sylt)                   |
| 2023 | Braunschweig | Daniel Deistler                                                                                | +1                                                                                             | 15 : 11                                                                                        | Lucie Lotzkat                                                                                  | 0                                                                                              | René Kleinlugtenbelt                                  | 0                                                     | 14 : 9                   | Moritz Schmidt                                                  | +1                                                              |
| 2023 | Braunschweig | Vanessa Schockemöhle                                                                           | +1                                                                                             | 15 : 11                                                                                        | Hardy Reuter                                                                                   | +2                                                                                             | Enno Grams                                            | +1                                                    | 14 : 9                   | Frank Kirschke                                                  | +1                                                              |
| 2023 | Braunschweig | Patrick Maleitzke                                                                              | +6                                                                                             | 15 : 11                                                                                        | Giordano Magini                                                                                | +3                                                                                             | Carlos Alberto („Berty“) Zalazar                      | +3                                                    | 14 : 9                   | Christopher Kirsch                                              | +4                                                              |
| 2024 | Braunschweig | Polo Club Mühlen I (Team Clavey / Be your own Hero)                                            | Polo Club Mühlen I (Team Clavey / Be your own Hero)                                            | 15 : 14                                                                                        | Hamburger Polo Club (Team Kämmer Consulting / SQR / Artmax)                                    | Hamburger Polo Club (Team Kämmer Consulting / SQR / Artmax)                                    | Polo Club Mühlen II (Team grenzgaenger)               | Polo Club Mühlen II (Team grenzgaenger)               | 8 : 7                    | Polo Club Mühlen III (Team Compleneo / Wentronic / Dermaroller) | Polo Club Mühlen III (Team Compleneo / Wentronic / Dermaroller) |
| 2024 | Braunschweig | Arlett Heinemann                                                                               | 0                                                                                              | 15 : 14                                                                                        | Frank Kirschke                                                                                 | +1                                                                                             | Vanessa Schockemöhle                                  | +1                                                    | 8 : 7                    | Lucie Lotzkat                                                   | 0                                                               |
| 2024 | Braunschweig | Philipp Sommer                                                                                 | +2                                                                                             | 15 : 14                                                                                        | Nico(las) Martin                                                                               | +1                                                                                             | Svenja Hölty                                          | +2                                                    | 8 : 7                    | Giordano Magini                                                 | +4                                                              |
| 2024 | Braunschweig | Patrick Maleitzke                                                                              | +6                                                                                             | 15 : 14                                                                                        | Agustín Kronhaus                                                                               | +5                                                                                             | Franz Spürgin                                         | +3                                                    | 8 : 7                    | Pablo van den Brink                                             | +3                                                              |